# أولاد أيوب (الكعابة)
أولاد أيوب هو دُوَّار يقع بجماعة تينزولين، إقليم زاكورة، جهة درعة تافيلالت في المملكة المغربية. ينتمي الدوّار لمشيخة الكعابة التي تضم 8 دواوير. يقدر عدد سكانه بـ 1103 نسمة حسب الإحصاء الرسمي للسكان والسكنى لسنة 2004.

## روابط خارجية
- البوابة الوطنية للجماعات الترابية
- المندوبية السامية للتخطيط